# Terter Peak
Der Terter Peak (englisch; bulgarisch връх Тертер wrach Terter) ist ein 570 m hoher und vereister Berg auf Greenwich Island im Archipel der Südlichen Shetlandinseln. Er ragt 0,65 km nordwestlich des Razgrad Peak, 1,67 km ostsüdöstlich des Oborishte Ridge und 1,9 km westlich des Momchil Peak in den Breznik Heights auf.
Bulgarische Wissenschaftler kartierten ihn im Zuge von Vermessungen der Tangra Mountains auf der benachbarten Livingston-Insel zwischen 2004 und 2005. Die bulgarische Kommission für Antarktische Geographische Namen benannte ihn 2005 nach Todor Swetoslaw Terter, bulgarischer Zar von 1300 bis zu seinem Tod im Jahr 1321.